# Élections départementales de 2015 dans les Pyrénées-Orientales
Les élections départementales ont lieu les 22 et 29 mars 2015.

## Contexte départemental

### Assemblée départementale sortante
Avant les élections, le conseil général des Pyrénées-Orientales est présidé par Hermeline Malherbe-Laurent (PS). Il comprend 31 conseillers généraux issus des 31 cantons des Pyrénées-Orientales. Après le redécoupage cantonal de 2014, ce sont 34 conseillers départementaux qui seront élus au sein des 17 nouveaux cantons des Pyrénées-Orientales.
| Parti                                | Sigle | Sigle | Élus |
| ------------------------------------ | ----- | ----- | ---- |
| Majorité (21 sièges)                 |       |       |      |
| Parti socialiste                     |       | PS    | 17   |
| Parti communiste français            |       | PCF   | 3    |
| Divers gauche                        |       | DVG   | 1    |
| Opposition (10 sièges)               |       |       |      |
| Union pour un mouvement populaire    |       | UMP   | 4    |
| Divers droite                        |       | DVD   | 4    |
| Union des démocrates et indépendants |       | UDI   | 2    |
| Présidente du conseil général        |       |       |      |
| Hermeline Malherbe-Laurent (PS)      |       |       |      |

### Nouvelle carte des cantons

Liste des cantons
1- Les Aspres, 2- Le Canigou, 3- La Côte sableuse, 4- La Côte salanquaise, 5- La Côte Vermeille, 6- Perpignan-1, 7- Perpignan-2, 8- Perpignan-3, 9- Perpignan-4, 10- Perpignan-5, 11- Perpignan-6, 12- La Plaine d'Illibéris, 13- Les Pyrénées catalanes, 14- Le Ribéral, 15- La Vallée de l'Agly, 16- La Vallée de la Têt, 17- Vallespir-Albères

### Assemblée départementale élue
| Parti                                | Sigle | Sigle | Élus |
| ------------------------------------ | ----- | ----- | ---- |
| Majorité (22 sièges)                 |       |       |      |
| Parti socialiste                     |       | PS    | 14   |
| Parti communiste français            |       | PCF   | 5    |
| Sans étiquette                       |       | SE    | 2    |
| Parti radical de gauche              |       | PRG   | 1    |
| Opposition (12 sièges)               |       |       |      |
| Union pour un mouvement populaire    |       | UMP   | 10   |
| Union des démocrates et indépendants |       | UDI   | 2    |
| Présidente du conseil départemental  |       |       |      |
| Hermeline Malherbe-Laurent (PS)      |       |       |      |

## Résultats à l'échelle du département

### Résultats par nuances du ministère de l'Intérieur
Les nuances utilisées par le ministère de l'Intérieur ne tiennent pas compte des alliances locales.
| Binômes     | Binômes            | Premier tour | Premier tour | Second tour | Second tour | Sièges |
| Binômes     | Binômes            | Voix         | %            | Voix        | %           | Sièges |
| ----------- | ------------------ | ------------ | ------------ | ----------- | ----------- | ------ |
|             | PS                 | 24 878       | 13,67        | 35 070      | 18,87       | 12     |
|             | Union de la gauche | 19 205       | 10,56        | 14 970      | 8,05        | 6      |
|             | PCF                | 6 946        | 3,82         | 4 665       | 2,51        | 2      |
|             | EÉLV               | 4 385        | 2,41         |             |             |        |
|             | FG                 | 1 944        | 1,07         |             |             |        |
|             | PRG                | 1 427        | 0,78         |             |             |        |
|             | PG                 | 1 218        | 0,67         |             |             |        |
| Gauche      | Gauche             | 60 003       | 32,98        | 54 705      | 29,43       | 20     |
|             |                    |              |              |             |             |        |
|             | Union de la droite | 23 290       | 12,80        | 23 856      | 12,84       | 6      |
|             | UMP                | 19 739       | 10,85        | 25 831      | 13,90       | 6      |
|             | DVD                | 16 734       | 9,20         | 11 541      | 6,21        | 0      |
| Droite      | Droite             | 59 763       | 32,85        | 61 228      | 32,95       | 12     |
|             |                    |              |              |             |             |        |
|             | FN                 | 57 153       | 31,42        | 64 146      | 34,51       | 0      |
|             |                    |              |              |             |             |        |
|             | Divers             | 5 009        | 2,75         | 5 771       | 3,11        | 2      |
|             |                    |              |              |             |             |        |
| Inscrits    | Inscrits           | 340 190      | 100,00       | 340 140     | 100,00      |        |
| Abstentions | Abstentions        | 150 639      | 44,28        | 140 623     | 41,34       |        |
| Votants     | Votants            | 189 551      | 55,72        | 199 517     | 58,66       |        |
| Blancs      | Blancs             | 4 795        | 2,53         | 8 607       | 4,31        |        |
| Nuls        | Nuls               | 2 828        | 1,49         | 5 060       | 2,54        |        |
| Exprimés    | Exprimés           | 181 928      | 95,98        | 185 850     | 93,15       |        |

### Résultats par canton
| Canton                       | Conseiller sortant      | Parti              | Parti       | Conseiller élu              | Parti           | Parti           |
| ---------------------------- | ----------------------- | ------------------ | ----------- | --------------------------- | --------------- | --------------- |
| Argelès-sur-Mer              | Martine Rolland         |                    | PS          | Canton supprimé             | Canton supprimé | Canton supprimé |
| Arles-sur-Tech               | Alexandre Raynal*       |                    | PS          | Canton supprimé             | Canton supprimé | Canton supprimé |
| Les Aspres                   | Canton créé             | Canton créé        | Canton créé | René Olive                  |                 | PS              |
| Les Aspres                   | Canton créé             | Canton créé        | Canton créé | Edith Pugnet                |                 | PCF             |
| Canet-en-Roussillon          | Jean-Claude Torrens*    |                    | UMP         | Canton supprimé             | Canton supprimé | Canton supprimé |
| Le Canigou                   | Canton créé             | Canton créé        | Canton créé | Ségolène Neuville           |                 | PS              |
| Le Canigou                   | Canton créé             | Canton créé        | Canton créé | Alexandre Reynal            |                 | PS              |
| Céret                        | Robert Garrabé          |                    | PS          | Canton supprimé             | Canton supprimé | Canton supprimé |
| La Côte Radieuse             | Mauricette Fabre*       |                    | UDI         | Canton supprimé             | Canton supprimé | Canton supprimé |
| La Côte sableuse             | Canton créé             | Canton créé        | Canton créé | Armande Barrere             |                 | UMP             |
| La Côte sableuse             | Canton créé             | Canton créé        | Canton créé | Thierry Del Poso            |                 | UMP             |
| La Côte salanquaise          | Canton créé             | Canton créé        | Canton créé | Madeleine Garcia-Vidal      |                 | SE              |
| La Côte salanquaise          | Canton créé             | Canton créé        | Canton créé | Joseph Puig                 |                 | SE              |
| La Côte Vermeille            | Michel Moly             |                    | PS          | Michel Moly                 |                 | PS              |
| La Côte Vermeille            | Michel Moly             | Marina Parra-Joly  | PS          |                             | PS              |                 |
| Elne                         | Marcel Mateu*           |                    | PS          | Canton supprimé             | Canton supprimé | Canton supprimé |
| Latour-de-France             | Guy Ilary*              |                    | DVD         | Canton supprimé             | Canton supprimé | Canton supprimé |
| Millas                       | Françoise Bigotte*      |                    | PS          | Canton supprimé             | Canton supprimé | Canton supprimé |
| Mont-Louis                   | Pierre Bataille*        |                    | DVD         | Canton supprimé             | Canton supprimé | Canton supprimé |
| Olette                       | Jean-Louis Alvarez*     |                    | PCF         | Canton supprimé             | Canton supprimé | Canton supprimé |
| Perpignan-1                  | Richard Puly-Belli      |                    | UMP         | Annabelle Brunet            |                 | UDI             |
| Perpignan-1                  | Richard Puly-Belli      | Richard Puly-Belli | UMP         |                             | UMP             |                 |
| Perpignan-2                  | Jean-Louis Chambon      |                    | PS          | Joëlle Anglade              |                 | UMP             |
| Perpignan-2                  | Jean-Louis Chambon      | Jean Sol           | PS          |                             | UMP             |                 |
| Perpignan-3                  | Jean Vila               |                    | PCF         | Françoise Fiter             |                 | PCF             |
| Perpignan-3                  | Jean Vila               | Jean Vila          | PCF         |                             | PCF             |                 |
| Perpignan-4                  | Jean Rigual*            |                    | UMP         | Isabelle De Noell-Marchesan |                 | UMP             |
| Perpignan-4                  | Jean Rigual*            | Romain Grau        | UMP         |                             | UMP             |                 |
| Perpignan-5                  | Ségolène Neuville       |                    | PS          | Toussainte Calabrese        |                 | PS              |
| Perpignan-5                  | Ségolène Neuville       | Jean-Louis Chambon | PS          |                             | PS              |                 |
| Perpignan-6                  | Véronique Vial-Auriol   |                    | UDI         | Hermeline Malherbe-Laurent  |                 | PS              |
| Perpignan-6                  | Véronique Vial-Auriol   | Jean Roque         | UDI         |                             | PS              |                 |
| Perpignan-7                  | Jean Sol                |                    | UMP         | Canton supprimé             | Canton supprimé | Canton supprimé |
| Perpignan-8                  | Hermeline Malherbe      |                    | PS          | Canton supprimé             | Canton supprimé | Canton supprimé |
| Perpignan-9                  | Toussainte Calabrèse    |                    | PS          | Canton supprimé             | Canton supprimé | Canton supprimé |
| La Plaine d'Illibéris        | Canton créé             | Canton créé        | Canton créé | Nicolas Garcia              |                 | PCF             |
| La Plaine d'Illibéris        | Canton créé             | Canton créé        | Canton créé | Marie-Pierre Sadourny       |                 | PS              |
| Prades                       | Guy Cassoly*            |                    | PCF         | Canton supprimé             | Canton supprimé | Canton supprimé |
| Prats-de-Mollo-la-Preste     | Bernard Rémédi*         |                    | DVD         | Canton supprimé             | Canton supprimé | Canton supprimé |
| Les Pyrénées catalanes       | Canton créé             | Canton créé        | Canton créé | Jean Castex                 |                 | UMP             |
| Les Pyrénées catalanes       | Canton créé             | Canton créé        | Canton créé | Hélène Josende              |                 | UMP             |
| Le Ribéral                   | Canton créé             | Canton créé        | Canton créé | Nathalie Piqué              |                 | UDI             |
| Le Ribéral                   | Canton créé             | Canton créé        | Canton créé | Robert Vila                 |                 | UMP             |
| Rivesaltes                   | Jean-Jacques Lopez*     |                    | PS          | Canton supprimé             | Canton supprimé | Canton supprimé |
| Saillagouse                  | Georges Armengol        |                    | UMP         | Canton supprimé             | Canton supprimé | Canton supprimé |
| Saint-Estève                 | Élie Puigmal*           |                    | PS          | Canton supprimé             | Canton supprimé | Canton supprimé |
| Saint-Laurent-de-la-Salanque | Joseph Puig             |                    | DVG         | Canton supprimé             | Canton supprimé | Canton supprimé |
| Saint-Paul-de-Fenouillet     | Pierre Estève*          |                    | PS          | Canton supprimé             | Canton supprimé | Canton supprimé |
| Sournia                      | Alain Boyer*            |                    | PS          | Canton supprimé             | Canton supprimé | Canton supprimé |
| Thuir                        | René Olive              |                    | PS          | Canton supprimé             | Canton supprimé | Canton supprimé |
| Toulouges                    | Louis Caseilles*        |                    | PS          | Canton supprimé             | Canton supprimé | Canton supprimé |
| La Vallée de l'Agly          | Canton créé             | Canton créé        | Canton créé | Lola Beuze                  |                 | PCF             |
| La Vallée de l'Agly          | Canton créé             | Canton créé        | Canton créé | Charles Chivilo             |                 | PRG             |
| La Vallée de la Têt          | Canton créé             | Canton créé        | Canton créé | Damienne Beffara            |                 | PS              |
| La Vallée de la Têt          | Canton créé             | Canton créé        | Canton créé | Robert Olive                |                 | PS              |
| Vallespir-Albères            | Canton créé             | Canton créé        | Canton créé | Robert Garrabe              |                 | PS              |
| Vallespir-Albères            | Canton créé             | Canton créé        | Canton créé | Martine Rolland             |                 | PS              |
| Vinça                        | Marie-Thérèse Casenove* |                    | PS          | Canton supprimé             | Canton supprimé | Canton supprimé |

* Conseillers généraux sortants ne se représentant pas

## Résultats par canton

### Canton des Aspres
| Candidats            | Candidats                    | Partis      | Partis      | Premier tour | Premier tour | Second tour | Second tour |
| Candidats            | Candidats                    | Partis      | Partis      | Voix         | %            | Voix        | %           |
| -------------------- | ---------------------------- | ----------- | ----------- | ------------ | ------------ | ----------- | ----------- |
| 1                    | René Olive*                  |             | PS          | 4 320        | 33,75        | 5 515       | 41,29       |
| 1                    | Édith Pugnet                 |             | PCF         | 4 320        | 33,75        | 5 515       | 41,29       |
| 2                    | Daniel Mach                  |             | UMP         | 3 466        | 27,08        | 3 623       | 27,11       |
| 2                    | Marie-Thérèse Sanchez-Schmid |             | UMP         | 3 466        | 27,08        | 3 623       | 27,11       |
| 3                    | Franck Huette                |             | EÉLV        | 1 063        | 8,30         |             |             |
| 3                    | Élisabeth Wilain             |             | EÉLV        | 1 063        | 8,30         |             |             |
| 4                    | Georges Puig                 |             | FN          | 3 951        | 30,87        | 4 224       | 31,60       |
| 4                    | Claudine Verplanken          |             | FN          | 3 951        | 30,87        | 4 224       | 31,60       |
|                      |                              |             |             |              |              |             |             |
| Inscrits             | Inscrits                     | Inscrits    | Inscrits    | 22 743       | 100,00       | 22 743      | 100,00      |
| Abstentions          | Abstentions                  | Abstentions | Abstentions | 9 392        | 41,30        | 8 812       | 38,75       |
| Votants              | Votants                      | Votants     | Votants     | 13 351       | 58,70        | 13 931      | 61,25       |
| Blancs               | Blancs                       | Blancs      | Blancs      | 375          | 2,81         | 381         | 2,73        |
| Nuls                 | Nuls                         | Nuls        | Nuls        | 176          | 1,32         | 185         | 1,33        |
| Exprimés             | Exprimés                     | Exprimés    | Exprimés    | 12 800       | 95,87        | 13 365      | 95,94       |
| * conseiller sortant |                              |             |             |              |              |             |             |

### Canton du Canigou
| Candidats            | Candidats               | Partis      | Partis      | Premier tour | Premier tour | Second tour | Second tour |
| Candidats            | Candidats               | Partis      | Partis      | Voix         | %            | Voix        | %           |
| -------------------- | ----------------------- | ----------- | ----------- | ------------ | ------------ | ----------- | ----------- |
| 1                    | Renée Alberny           |             | PCF         | 757          | 8,20         |             |             |
| 1                    | Pierre Serra            |             | PCF         | 757          | 8,20         |             |             |
| 2                    | François de La Robertie |             | FN          | 2 153        | 23,31        | 2 127       | 22,12       |
| 2                    | Odile Lemaire           |             | FN          | 2 153        | 23,31        | 2 127       | 22,12       |
| 3                    | Ségolène Neuville*      |             | PS          | 3 502        | 37,92        | 4 913       | 51,10       |
| 3                    | Alexandre Reynal*       |             | PS          | 3 502        | 37,92        | 4 913       | 51,10       |
| 4                    | Anne-Marie Canal        |             | DVD         | 2 181        | 23,62        | 2 574       | 26,77       |
| 4                    | Claude Ferrer (ca)      |             | DVD         | 2 181        | 23,62        | 2 574       | 26,77       |
| 5                    | Sylvain Guérin          |             | EÉLV        | 642          | 6,95         |             |             |
| 5                    | Armelle Guillemot       |             | PG          | 642          | 6,95         |             |             |
|                      |                         |             |             |              |              |             |             |
| Inscrits             | Inscrits                | Inscrits    | Inscrits    | 16 625       | 100,00       | 16 631      | 100,00      |
| Abstentions          | Abstentions             | Abstentions | Abstentions | 6 997        | 42,09        | 6 557       | 39,43       |
| Votants              | Votants                 | Votants     | Votants     | 9 628        | 57,91        | 10 074      | 60,57       |
| Blancs               | Blancs                  | Blancs      | Blancs      | 272          | 2,83         | 306         | 1,84        |
| Nuls                 | Nuls                    | Nuls        | Nuls        | 121          | 1,26         | 154         | 1,53        |
| Exprimés             | Exprimés                | Exprimés    | Exprimés    | 9 235        | 95,92        | 9 614       | 95,43       |
| * conseiller sortant |                         |             |             |              |              |             |             |

### Canton de la Côte Sableuse
| Candidats   | Candidats           | Partis      | Partis      | Premier tour | Premier tour | Second tour | Second tour |
| Candidats   | Candidats           | Partis      | Partis      | Voix         | %            | Voix        | %           |
| ----------- | ------------------- | ----------- | ----------- | ------------ | ------------ | ----------- | ----------- |
| 1           | Armande Barrère     |             | UMP         | 5 452        | 38,45        | 7 841       | 56,81       |
| 1           | Thierry Del Poso    |             | UMP         | 5 452        | 38,45        | 7 841       | 56,81       |
| 2           | Alain Levrault      |             | PS          | 2 385        | 16,82        |             |             |
| 2           | Nadine Pons         |             | PS          | 2 385        | 16,82        |             |             |
| 3           | Jean Jouandet       |             | DVD         | 1 173        | 8,27         |             |             |
| 3           | Marie-Claire Marche |             | DVD         | 1 173        | 8,27         |             |             |
| 4           | Xavier Baudry       |             | FN          | 5 169        | 36,46        | 5 962       | 43,19       |
| 4           | Catherine Pujol     |             | FN          | 5 169        | 36,46        | 5 962       | 43,19       |
|             |                     |             |             |              |              |             |             |
| Inscrits    | Inscrits            | Inscrits    | Inscrits    | 25 731       | 100,00       | 25 731      | 100,00      |
| Abstentions | Abstentions         | Abstentions | Abstentions | 11 092       | 43,11        | 10 461      | 40,66       |
| Votants     | Votants             | Votants     | Votants     | 14 639       | 56,89        | 15 270      | 59.34       |
| Blancs      | Blancs              | Blancs      | Blancs      | 295          | 2,02         | 963         | 6,31        |
| Nuls        | Nuls                | Nuls        | Nuls        | 165          | 1,13         | 504         | 3,30        |
| Exprimés    | Exprimés            | Exprimés    | Exprimés    | 14 179       | 96,86        | 13 803      | 90,39       |

### Canton de la Côte Salanquaise
| Candidats            | Candidats              | Partis      | Partis      | Premier tour | Premier tour | Second tour | Second tour |
| Candidats            | Candidats              | Partis      | Partis      | Voix         | %            | Voix        | %           |
| -------------------- | ---------------------- | ----------- | ----------- | ------------ | ------------ | ----------- | ----------- |
| 1                    | Madeleine Garcia-Vidal |             | SE          | 4 506        | 29,95        | 5 771       | 35,29       |
| 1                    | Joseph Puig*           |             | SE          | 4 506        | 29,95        | 5 771       | 35,29       |
| 2                    | Mathilde Ferrand       |             | UMP         | 4 340        | 28,85        | 4 972       | 30,40       |
| 2                    | Alain Got              |             | UDI         | 4 340        | 28,85        | 4 972       | 30,40       |
| 3                    | Martine Guérin         |             | FN          | 5 026        | 33,41        | 5 612       | 34,31       |
| 3                    | Daniel Philippot       |             | FN          | 5 026        | 33,41        | 5 612       | 34,31       |
| 4                    | Véronique Missud       |             | PCF         | 1 172        | 7,79         |             |             |
| 4                    | Jean Vilert            |             | PCF         | 1 172        | 7,79         |             |             |
|                      |                        |             |             |              |              |             |             |
| Inscrits             | Inscrits               | Inscrits    | Inscrits    | 26 943       | 100,00       | 26 943      | 100,00      |
| Abstentions          | Abstentions            | Abstentions | Abstentions | 11 235       | 41,70        | 9 862       | 36,60       |
| Votants              | Votants                | Votants     | Votants     | 15 708       | 58,30        | 17 081      | 63,40       |
| Blancs               | Blancs                 | Blancs      | Blancs      | 443          | 2,82         | 440         | 1,63        |
| Nuls                 | Nuls                   | Nuls        | Nuls        | 221          | 1,41         | 286         | 1,06        |
| Exprimés             | Exprimés               | Exprimés    | Exprimés    | 15 044       | 95,77        | 16 355      | 95,75       |
| * conseiller sortant |                        |             |             |              |              |             |             |

### Canton de la Côte Vermeille
| Candidats            | Candidats          | Partis      | Partis      | Premier tour | Premier tour | Second tour | Second tour |
| Candidats            | Candidats          | Partis      | Partis      | Voix         | %            | Voix        | %           |
| -------------------- | ------------------ | ----------- | ----------- | ------------ | ------------ | ----------- | ----------- |
| 1                    | Hermine Bres       |             | PRG         | 1 427        | 10,25        |             |             |
| 1                    | Guy Esclope        |             | PRG         | 1 427        | 10,25        |             |             |
| 2                    | Michel Moly*       |             | PS          | 4 047        | 29,08        | 5 811       | 38,80       |
| 2                    | Marina Parra-Joly  |             | PS          | 4 047        | 29,08        | 5 811       | 38,80       |
| 3                    | Audrey Barba       |             | FN          | 4 069        | 29,24        | 4 685       | 31,29       |
| 3                    | Philippe Grosbois  |             | FN          | 4 069        | 29,24        | 4 685       | 31,29       |
| 4                    | France Beltrami    |             | UMP         | 3 641        | 26,16        | 4 479       | 29,91       |
| 4                    | Jean-Pierre Romero |             | UMP         | 3 641        | 26,16        | 4 479       | 29,91       |
| 5                    | David Marais       |             | EÉLV        | 732          | 5,26         |             |             |
| 5                    | Audrey Quintane    |             | EÉLV        | 732          | 5,26         |             |             |
|                      |                    |             |             |              |              |             |             |
| Inscrits             | Inscrits           | Inscrits    | Inscrits    | 24 903       | 100,00       | 24 902      | 100,00      |
| Abstentions          | Abstentions        | Abstentions | Abstentions | 10 454       | 41,98        | 9 332       | 37,47       |
| Votants              | Votants            | Votants     | Votants     | 14 449       | 58,02        | 15 570      | 62,53       |
| Blancs               | Blancs             | Blancs      | Blancs      | 352          | 2,44         | 375         | 1,51        |
| Nuls                 | Nuls               | Nuls        | Nuls        | 181          | 1,25         | 220         | 0,88        |
| Exprimés             | Exprimés           | Exprimés    | Exprimés    | 13 916       | 96,31        | 14 975      | 96,18       |
| * conseiller sortant |                    |             |             |              |              |             |             |

### Canton de Perpignan-1
| Candidats            | Candidats                     | Partis      | Partis      | Premier tour | Premier tour | Second tour | Second tour |
| Candidats            | Candidats                     | Partis      | Partis      | Voix         | %            | Voix        | %           |
| -------------------- | ----------------------------- | ----------- | ----------- | ------------ | ------------ | ----------- | ----------- |
| 1                    | Mounira Chichti               |             | DVD         | 539          | 7,61         |             |             |
| 1                    | Samir Zrouki                  |             | DVD         | 539          | 7,61         |             |             |
| 2                    | Marie-Thérèse Costa-Fesenbeck |             | FN          | 2 740        | 38,66        | 3 263       | 45,44       |
| 2                    | Bernard Reyes                 |             | FN          | 2 740        | 38,66        | 3 263       | 45,44       |
| 3                    | Michel Roca                   |             | DVD         | 425          | 6,00         |             |             |
| 3                    | Myriam Subiros                |             | DVD         | 425          | 6,00         |             |             |
| 4                    | Annabelle Brunet              |             | UDI         | 1 715        | 24,20        | 3 918       | 54,56       |
| 4                    | Richard Puly-Belli*           |             | UMP         | 1 715        | 24,20        | 3 918       | 54,56       |
| 5                    | Gérard Doz                    |             | PS          | 1 526        | 21,53        |             |             |
| 5                    | Nicole Gaspon                 |             | PCF         | 1 526        | 21,53        |             |             |
| 6                    | Marie Morant                  |             | SE          | 142          | 2,00         |             |             |
| 6                    | Jimmy Paradis                 |             | SE          | 142          | 2,00         |             |             |
|                      |                               |             |             |              |              |             |             |
| Inscrits             | Inscrits                      | Inscrits    | Inscrits    | 15 750       | 100,00       | 15 750      | 100,00      |
| Abstentions          | Abstentions                   | Abstentions | Abstentions | 8 304        | 52,72        | 7 786       | 49,43       |
| Votants              | Votants                       | Votants     | Votants     | 7 446        | 47,28        | 7 964       | 50,57       |
| Blancs               | Blancs                        | Blancs      | Blancs      | 219          | 2,94         | 231         | 1,40        |
| Nuls                 | Nuls                          | Nuls        | Nuls        | 140          | 1,88         | 146         | 0,89        |
| Exprimés             | Exprimés                      | Exprimés    | Exprimés    | 7 087        | 95,18        | 7 950       | 95,47       |
| * conseiller sortant |                               |             |             |              |              |             |             |

### Canton de Perpignan-2
| Candidats            | Candidats                | Partis      | Partis      | Premier tour | Premier tour | Second tour | Second tour |
| Candidats            | Candidats                | Partis      | Partis      | Voix         | %            | Voix        | %           |
| -------------------- | ------------------------ | ----------- | ----------- | ------------ | ------------ | ----------- | ----------- |
| 1                    | Maurice Maréchal         |             | DVD         | 675          | 5,70         |             |             |
| 1                    | Nathalie Meneyrol du Lac |             | DVD         | 675          | 5,70         |             |             |
| 2                    | Robert Ascensi           |             | FN          | 4 441        | 37,48        | 5 087       | 43,92       |
| 2                    | Irina KortÁnek           |             | FN          | 4 441        | 37,48        | 5 087       | 43,92       |
| 3                    | Olivier Lambert          |             | EÉLV        | 721          | 6,08         |             |             |
| 3                    | Agnès Langevine          |             | EÉLV        | 721          | 6,08         |             |             |
| 4                    | Joëlle Anglade           |             | UMP         | 3 882        | 32,76        | 6 495       | 56,08       |
| 4                    | Jean Sol*                |             | UMP         | 3 882        | 32,76        | 6 495       | 56,08       |
| 5                    | Jean Alvarez             |             | PCF         | 406          | 3,43         |             |             |
| 5                    | Michelle Kerambellec     |             | PCF         | 406          | 3,43         |             |             |
| 6                    | Raymond Bonnet           |             | PS          | 1 725        | 14,56        |             |             |
| 6                    | Sarah Martin             |             | PS          | 1 725        | 14,56        |             |             |
|                      |                          |             |             |              |              |             |             |
| Inscrits             | Inscrits                 | Inscrits    | Inscrits    | 22 786       | 100,00       | 22 786      | 100,00      |
| Abstentions          | Abstentions              | Abstentions | Abstentions | 10 443       | 45,82        | 10 029      | 44,01       |
| Votants              | Votants                  | Votants     | Votants     | 12 350       | 54,18        | 12 757      | 55,99       |
| Blancs               | Blancs                   | Blancs      | Blancs      | 323          | 2,62         | 757         | 3,32        |
| Nuls                 | Nuls                     | Nuls        | Nuls        | 177          | 1,43         | 418         | 1,83        |
| Exprimés             | Exprimés                 | Exprimés    | Exprimés    | 11 850       | 95,95        | 11 582      | 90,79       |
| * conseiller sortant |                          |             |             |              |              |             |             |

### Canton de Perpignan-3
| Candidats            | Candidats                | Partis      | Partis      | Premier tour | Premier tour | Second tour | Second tour |
| Candidats            | Candidats                | Partis      | Partis      | Voix         | %            | Voix        | %           |
| -------------------- | ------------------------ | ----------- | ----------- | ------------ | ------------ | ----------- | ----------- |
| 1                    | Kévin Courtois           |             | SE          | 323          | 4,06         |             |             |
| 1                    | Paule-Martine Kerhino    |             | SE          | 323          | 4,06         |             |             |
| 2                    | Alexandre Bolo           |             | FN          | 2 650        | 33,33        | 3 332       | 41,67       |
| 2                    | Claudine Fuentes         |             | FN          | 2 650        | 33,33        | 3 332       | 41,67       |
| 3                    | Françoise Fiter          |             | PCF         | 3 093        | 38,91        | 4 665       | 58,33       |
| 3                    | Jean Vila*               |             | PCF         | 3 093        | 38,91        | 4 665       | 58,33       |
| 4                    | Olivier Amiel            |             | UMP         | 1 884        | 23,70        |             |             |
| 4                    | Caroline Ferrière-Sirère |             | UMP         | 1 884        | 23,70        |             |             |
|                      |                          |             |             |              |              |             |             |
| Inscrits             | Inscrits                 | Inscrits    | Inscrits    | 16 488       | 100,00       | 16 487      | 100,00      |
| Abstentions          | Abstentions              | Abstentions | Abstentions | 8 161        | 49,50        | 7 827       | 47,47       |
| Votants              | Votants                  | Votants     | Votants     | 8 327        | 50,50        | 8 660       | 52,53       |
| Blancs               | Blancs                   | Blancs      | Blancs      | 231          | 2,77         | 456         | 1,26        |
| Nuls                 | Nuls                     | Nuls        | Nuls        | 146          | 1,75         | 207         | 2,39        |
| Exprimés             | Exprimés                 | Exprimés    | Exprimés    | 7 950        | 95,47        | 7 997       | 92,34       |
| * conseiller sortant |                          |             |             |              |              |             |             |

### Canton de Perpignan-4
| Candidats   | Candidats                   | Partis      | Partis      | Premier tour | Premier tour | Second tour | Second tour |
| Candidats   | Candidats                   | Partis      | Partis      | Voix         | %            | Voix        | %           |
| ----------- | --------------------------- | ----------- | ----------- | ------------ | ------------ | ----------- | ----------- |
| 1           | Clotilde Font               |             | FN          | 2 401        | 38,09        | 2 657       | 43,92       |
| 1           | Jean-Yves Gatault           |             | FN          | 2 401        | 38,09        | 2 657       | 43,92       |
| 2           | Isabelle de Noell-Marchesan |             | UMP         | 1 842        | 29,22        | 3 393       | 56,08       |
| 2           | Romain Grau                 |             | UDI         | 1 842        | 29,22        | 3 393       | 56,08       |
| 3           | Michel Franquesa            |             | PCF         | 560          | 8,88         |             |             |
| 3           | Véronique Mamou             |             | PCF         | 560          | 8,88         |             |             |
| 4           | Bérangère Givanovitch       |             | PS          | 1 463        | 23,21        |             |             |
| 4           | Jérôme Pasinetti            |             | PS          | 1 463        | 23,21        |             |             |
| 5           | Pierre Mas                  |             | SE          | 38           | 0,60         |             |             |
| 5           | Christine Nyangui           |             | SE          | 38           | 0,60         |             |             |
|             |                             |             |             |              |              |             |             |
| Inscrits    | Inscrits                    | Inscrits    | Inscrits    | 13 372       | 100,00       | 13 372      | 100,00      |
| Abstentions | Abstentions                 | Abstentions | Abstentions | 6 784        | 50,73        | 6 568       | 49,12       |
| Votants     | Votants                     | Votants     | Votants     | 6 588        | 49,27        | 6 804       | 50,88       |
| Blancs      | Blancs                      | Blancs      | Blancs      | 165          | 2,50         | 50,88       | 3,34        |
| Nuls        | Nuls                        | Nuls        | Nuls        | 119          | 1,81         | 308         | 2,30        |
| Exprimés    | Exprimés                    | Exprimés    | Exprimés    | 6 304        | 95,69        | 6 050       | 88,92       |

### Canton de Perpignan-5
| Candidats            | Candidats              | Partis      | Partis      | Premier tour | Premier tour | Second tour | Second tour |
| Candidats            | Candidats              | Partis      | Partis      | Voix         | %            | Voix        | %           |
| -------------------- | ---------------------- | ----------- | ----------- | ------------ | ------------ | ----------- | ----------- |
| 1                    | Francis Daspe          |             | PG          | 576          | 8,12         |             |             |
| 1                    | Isabelle Pieropan      |             | EÉLV        | 576          | 8,12         |             |             |
| 2                    | Michel Guillemaud      |             | FN          | 2 526        | 35,63        | 3 399       | 48,29       |
| 2                    | Bénédicte Marchand     |             | FN          | 2 526        | 35,63        | 3 399       | 48,29       |
| 3                    | Véronique Auriol-Vial* |             | UDI         | 1 456        | 20,54        |             |             |
| 3                    | Jean-Marc Palma        |             | UMP         | 1 456        | 20,54        |             |             |
| 4                    | Fabienne Meyer         |             | DVD         | 488          | 6,88         |             |             |
| 4                    | Philippe Prieur        |             | DVD         | 488          | 6,88         |             |             |
| 5                    | Toussainte Calabrèse*  |             | PS          | 2 044        | 28,83        | 3 640       | 51,71       |
| 5                    | Jean-Louis Chambon*    |             | PS          | 2 044        | 28,83        | 3 640       | 51,71       |
|                      |                        |             |             |              |              |             |             |
| Inscrits             | Inscrits               | Inscrits    | Inscrits    | 14 610       | 100,00       | 14 610      | 100,00      |
| Abstentions          | Abstentions            | Abstentions | Abstentions | 7 202        | 49,30        | 6 840       | 46,82       |
| Votants              | Votants                | Votants     | Votants     | 7 408        | 50,70        | 7 770       | 53,18       |
| Blancs               | Blancs                 | Blancs      | Blancs      | 205          | 2,77         | 478         | 6,15        |
| Nuls                 | Nuls                   | Nuls        | Nuls        | 113          | 1,53         | 253         | 3,26        |
| Exprimés             | Exprimés               | Exprimés    | Exprimés    | 7 090        | 95,71        | 7 039       | 90,59       |
| * conseiller sortant |                        |             |             |              |              |             |             |

### Canton de Perpignan-6
| Candidats            | Candidats           | Partis      | Partis      | Premier tour | Premier tour | Second tour | Second tour |
| Candidats            | Candidats           | Partis      | Partis      | Voix         | %            | Voix        | %           |
| -------------------- | ------------------- | ----------- | ----------- | ------------ | ------------ | ----------- | ----------- |
| 1                    | Hermeline Malherbe* |             | PS          | 2 792        | 36,48        | 4 170       | 56,34       |
| 1                    | Jean Roque          |             | PS          | 2 792        | 36,48        | 4 170       | 56,34       |
| 2                    | Chantal Gombert     |             | UDI         | 1 611        | 21,05        |             |             |
| 2                    | Bernard Lamothe     |             | UMP         | 1 611        | 21,05        |             |             |
| 3                    | Nicole Comaills     |             | DVD         | 466          | 6,09         |             |             |
| 3                    | Robert Cuadrat      |             | DVD         | 466          | 6,09         |             |             |
| 4                    | Anne-Marie Bousquet |             | FN          | 2 374        | 31,02        | 3 231       | 43,66       |
| 4                    | Philippe Symphorien |             | FN          | 2 374        | 31,02        | 3 231       | 43,66       |
| 5                    | Alain Bobo          |             | EÉLV        | 410          | 5,36         |             |             |
| 5                    | Leslie Remi         |             | EÉLV        | 410          | 5,36         |             |             |
|                      |                     |             |             |              |              |             |             |
| Inscrits             | Inscrits            | Inscrits    | Inscrits    | 14 935       | 100,00       | 14 934      | 100,00      |
| Abstentions          | Abstentions         | Abstentions | Abstentions | 6 955        | 46,57        | 6 807       | 45,58       |
| Votants              | Votants             | Votants     | Votants     | 7 980        | 53,43        | 8 127       | 54,42       |
| Blancs               | Blancs              | Blancs      | Blancs      | 178          | 2,23         | 483         | 5,94        |
| Nuls                 | Nuls                | Nuls        | Nuls        | 149          | 1,87         | 243         | 2,99        |
| Exprimés             | Exprimés            | Exprimés    | Exprimés    | 7 653        | 95,90        | 7 401       | 91,07       |
| * conseiller sortant |                     |             |             |              |              |             |             |

### Canton de la Plaine d'Illibéris
| Candidats   | Candidats             | Partis      | Partis      | Premier tour | Premier tour | Second tour | Second tour |
| Candidats   | Candidats             | Partis      | Partis      | Voix         | %            | Voix        | %           |
| ----------- | --------------------- | ----------- | ----------- | ------------ | ------------ | ----------- | ----------- |
| 1           | Axel Barrière         |             | DVD         | 830          | 6,76         |             |             |
| 1           | Martine Leroy         |             | DVD         | 830          | 6,76         |             |             |
| 2           | Nicolas Garcia        |             | PCF         | 3 796        | 30,89        | 4 713       | 35,20       |
| 2           | Marie-Pierre Sadourny |             | PS          | 3 796        | 30,89        | 4 713       | 35,20       |
| 3           | Yves Barniol          |             | DVD         | 3 705        | 30,15        | 4 452       | 33,25       |
| 3           | Catherine Jourda      |             | DVD         | 3 705        | 30,15        | 4 452       | 33,25       |
| 4           | Jean-Philippe Gaulard |             | FN          | 3 956        | 32,20        | 4 226       | 31,56       |
| 4           | Dominique Regnier     |             | FN          | 3 956        | 32,20        | 4 226       | 31,56       |
|             |                       |             |             |              |              |             |             |
| Inscrits    | Inscrits              | Inscrits    | Inscrits    | 22 140       | 100,00       | 22 130      | 100,00      |
| Abstentions | Abstentions           | Abstentions | Abstentions | 9 381        | 42,37        | 8 296       | 37,49       |
| Votants     | Votants               | Votants     | Votants     | 12 759       | 57,63        | 13 834      | 62,51       |
| Blancs      | Blancs                | Blancs      | Blancs      | 317          | 2,48         | 288         | 2,08        |
| Nuls        | Nuls                  | Nuls        | Nuls        | 155          | 1,21         | 155         | 1,12        |
| Exprimés    | Exprimés              | Exprimés    | Exprimés    | 12 287       | 96,30        | 13 391      | 96,80       |

### Canton des Pyrénées catalanes
| Candidats            | Candidats                  | Partis      | Partis      | Premier tour | Premier tour | Second tour | Second tour |
| Candidats            | Candidats                  | Partis      | Partis      | Voix         | %            | Voix        | %           |
| -------------------- | -------------------------- | ----------- | ----------- | ------------ | ------------ | ----------- | ----------- |
| 1                    | Jean Castex                |             | UMP         | 5 075        | 42,77        | 6 566       | 58,30       |
| 1                    | Hélène Josende             |             | UMP         | 5 075        | 42,77        | 6 566       | 58,30       |
| 2                    | Caroline Blazin            |             | EELV        | 963          | 8,12         |             |             |
| 2                    | Maurice Picco              |             | EÉLV        | 963          | 8,12         |             |             |
| 3                    | Serge Bastide              |             | PCF         | 958          | 8,07         |             |             |
| 3                    | Évelyne Sallanne           |             | PCF         | 958          | 8,07         |             |             |
| 4                    | Alexandre Marius Souaillat |             | FN          | 1 955        | 16,48        |             |             |
| 4                    | Nelly Saint-André          |             | FN          | 1 955        | 16,48        |             |             |
| 5                    | Georges Armengol*          |             | PS          | 2 914        | 24,56        | 4 696       | 41,70       |
| 5                    | Éliane Jarycki             |             | PS          | 2 914        | 24,56        | 4 696       | 41,70       |
|                      |                            |             |             |              |              |             |             |
| Inscrits             | Inscrits                   | Inscrits    | Inscrits    | 20 875       | 100,00       | 20 865      | 100,00      |
| Abstentions          | Abstentions                | Abstentions | Abstentions | 8 588        | 41,14        | 8 559       | 41,02       |
| Votants              | Votants                    | Votants     | Votants     | 12 287       | 58,86        | 12 306      | 58,98       |
| Blancs               | Blancs                     | Blancs      | Blancs      | 292          | 2,38         | 669         | 5,44        |
| Nuls                 | Nuls                       | Nuls        | Nuls        | 130          | 1,06         | 375         | 3,05        |
| Exprimés             | Exprimés                   | Exprimés    | Exprimés    | 11 865       | 96,57        | 11 262      | 91,52       |
| * conseiller sortant |                            |             |             |              |              |             |             |

### Canton du Ribéral
| Candidats   | Candidats           | Partis      | Partis      | Premier tour | Premier tour | Second tour | Second tour |
| Candidats   | Candidats           | Partis      | Partis      | Voix         | %            | Voix        | %           |
| ----------- | ------------------- | ----------- | ----------- | ------------ | ------------ | ----------- | ----------- |
| 1           | Bruno Delmas        |             | DVD         | 936          | 9,71         |             |             |
| 1           | Christine Espert    |             | DVD         | 936          | 9,71         |             |             |
| 2           | Nathalie Piqué      |             | UDI         | 3 221        | 33,41        | 5 398       | 58,55       |
| 2           | Robert Vila         |             | UMP         | 3 221        | 33,41        | 5 398       | 58,55       |
| 3           | Priscilla Beauclair |             | PS          | 1 828        | 18,96        |             |             |
| 3           | François Figueras   |             | PS          | 1 828        | 18,96        |             |             |
| 4           | Anne-Marie Lahaxe   |             | FN          | 3 161        | 32,78        | 3 822       | 41,45       |
| 4           | Bruno Lemaire       |             | FN          | 3 161        | 32,78        | 3 822       | 41,45       |
| 5           | Jean-Marc Panis     |             | EÉLV        | 496          | 5,14         |             |             |
| 5           | Sophie Rouaud       |             | EÉLV        | 496          | 5,14         |             |             |
|             |                     |             |             |              |              |             |             |
| Inscrits    | Inscrits            | Inscrits    | Inscrits    | 18 133       | 100,00       | 18 129      | 100,00      |
| Abstentions | Abstentions         | Abstentions | Abstentions | 8 147        | 44,93        | 7 691       | 42,42       |
| Votants     | Votants             | Votants     | Votants     | 9 986        | 55,07        | 10 438      | 57,58       |
| Blancs      | Blancs              | Blancs      | Blancs      | 223          | 2,23         | 647         | 3,57        |
| Nuls        | Nuls                | Nuls        | Nuls        | 121          | 1,21         | 571         | 3,15        |
| Exprimés    | Exprimés            | Exprimés    | Exprimés    | 9 642        | 96,56        | 9 220       | 88,33       |

### Canton de la Vallée de l'Agly
| Candidats   | Candidats                   | Partis      | Partis      | Premier tour | Premier tour | Second tour | Second tour |
| Candidats   | Candidats                   | Partis      | Partis      | Voix         | %            | Voix        | %           |
| ----------- | --------------------------- | ----------- | ----------- | ------------ | ------------ | ----------- | ----------- |
| 1           | André Bascou                |             | DVD         | 3 665        | 31,10        | 4 504       | 35,12       |
| 1           | Marie-Claude Conte-Grégoire |             | DVD         | 3 665        | 31,10        | 4 504       | 35,12       |
| 2           | Joël Diago                  |             | DVD         | 1 076        | 9,13         |             |             |
| 2           | Élisabeth Ruiz              |             | DVD         | 1 076        | 9,13         |             |             |
| 3           | Lola Beuze                  |             | PCF         | 3 625        | 30,76        | 4 749       | 37,03       |
| 3           | Charles Chivilo             |             | PRG         | 3 625        | 30,76        | 4 749       | 37,03       |
| 4           | Florence Jurado             |             | FN          | 3 418        | 29,01        | 3 573       | 27,86       |
| 4           | Robert Olives               |             | FN          | 3 418        | 29,01        | 3 573       | 27,86       |
|             |                             |             |             |              |              |             |             |
| Inscrits    | Inscrits                    | Inscrits    | Inscrits    | 21 349       | 100,00       | 21 346      | 100,00      |
| Abstentions | Abstentions                 | Abstentions | Abstentions | 8 999        | 42,15        | 8 019       | 37,57       |
| Votants     | Votants                     | Votants     | Votants     | 12 350       | 57,85        | 13 327      | 62,43       |
| Blancs      | Blancs                      | Blancs      | Blancs      | 305          | 2,47         | 296         | 2,22        |
| Nuls        | Nuls                        | Nuls        | Nuls        | 261          | 2,11         | 205         | 1,54        |
| Exprimés    | Exprimés                    | Exprimés    | Exprimés    | 11 784       | 95,42        | 12 826      | 96,24       |

### Canton de la Vallée de la Têt
| Candidats   | Candidats              | Partis      | Partis      | Premier tour | Premier tour | Second tour | Second tour |
| Candidats   | Candidats              | Partis      | Partis      | Voix         | %            | Voix        | %           |
| ----------- | ---------------------- | ----------- | ----------- | ------------ | ------------ | ----------- | ----------- |
| 1           | Damienne Beffara       |             | PS          | 3 705        | 34,94        | 4 619       | 40,86       |
| 1           | Robert Olive           |             | PS          | 3 705        | 34,94        | 4 619       | 40,86       |
| 2           | Félicité Bullot        |             | FG          | 790          | 7,45         |             |             |
| 2           | Jean-Jacques Cadéac    |             | FG          | 790          | 7,45         |             |             |
| 3           | Robert Raynaud         |             | UMP         | 2 634        | 24,84        | 3 002       | 26,55       |
| 3           | Armelle Revel-Fourcade |             | UMP         | 2 634        | 24,84        | 3 002       | 26,55       |
| 4           | Sandrine Dogor         |             | FN          | 3 474        | 32,76        | 3 684       | 32,59       |
| 4           | Robert Rappelin        |             | FN          | 3 474        | 32,76        | 3 684       | 32,59       |
|             |                        |             |             |              |              |             |             |
| Inscrits    | Inscrits               | Inscrits    | Inscrits    | 18 665       | 100,00       | 18 664      | 100,00      |
| Abstentions | Abstentions            | Abstentions | Abstentions | 7 544        | 40,42        | 6 852       | 36,71       |
| Votants     | Votants                | Votants     | Votants     | 11 121       | 59,58        | 11 812      | 63,29       |
| Blancs      | Blancs                 | Blancs      | Blancs      | 312          | 2,81         | 325         | 2,75        |
| Nuls        | Nuls                   | Nuls        | Nuls        | 206          | 1,85         | 182         | 1,54        |
| Exprimés    | Exprimés               | Exprimés    | Exprimés    | 10 603       | 95,34        | 11 305      | 95,71       |

### Canton de Vallespir-Albères
| Candidats            | Candidats          | Partis      | Partis      | Premier tour | Premier tour | Second tour | Second tour |
| Candidats            | Candidats          | Partis      | Partis      | Voix         | %            | Voix        | %           |
| -------------------- | ------------------ | ----------- | ----------- | ------------ | ------------ | ----------- | ----------- |
| 1                    | Brigitte Ferrer    |             | UMP         | 2 810        | 22,23        |             |             |
| 1                    | Alexandre Puignau  |             | UMP         | 2 810        | 22,23        |             |             |
| 2                    | Gaële Lehembre     |             | FN          | 3 689        | 29,19        | 5 263       | 42,15       |
| 2                    | Stéphane Massanell |             | FN          | 3 689        | 29,19        | 5 263       | 42,15       |
| 3                    | Robert Garrabé*    |             | PS          | 4 411        | 34,90        | 7 222       | 57,85       |
| 3                    | Martine Rolland*   |             | PS          | 4 411        | 34,90        | 7 222       | 57,85       |
| 4                    | Chantal Dubon      |             | FG          | 1 154        | 9,13         |             |             |
| 4                    | Jean Guichet       |             | FG          | 1 154        | 9,13         |             |             |
| 5                    | Jean-Pierre Brazès |             | DVD         | 575          | 4,55         |             |             |
| 5                    | Nathalie Bussière  |             | DVD         | 575          | 4,55         |             |             |
|                      |                    |             |             |              |              |             |             |
| Inscrits             | Inscrits           | Inscrits    | Inscrits    | 24 140       | 100,00       | 24 140      | 100,00      |
| Abstentions          | Abstentions        | Abstentions | Abstentions | 10 971       | 45,43        | 10 347      | 42,86       |
| Votants              | Votants            | Votants     | Votants     | 13 179       | 54,57        | 13 793      | 57,14       |
| Blancs               | Blancs             | Blancs      | Blancs      | 367          | 2,78         | 840         | 6,09        |
| Nuls                 | Nuls               | Nuls        | Nuls        | 173          | 1,31         | 468         | 3,39        |
| Exprimés             | Exprimés           | Exprimés    | Exprimés    | 12 639       | 95,90        | 12 485      | 90,52       |
| * conseiller sortant |                    |             |             |              |              |             |             |